# Dorothee Parker
Pour les articles homonymes, voir Parker.
Ne doit pas être confondu avec Dorothy Parker.
Dorothee Parker, nom de scène de Dorothea Glöklen (née le 11 mars 1938 à Cologne-Riehl) est une actrice allemande.

## Biographie
Elle commence à jouer sous le nom légèrement modifié de Dorothee Glöcklen et en 1959, elle a ses premiers engagements permanents au Westfälisches Landestheater de Castrop-Rauxel et à Recklinghausen (Ruhrfestspiele (de)). La même année, le producteur Wolf C. Hartwig découvre la femme aux cheveux noirs et l'utilise dans la plupart des films qu'il produit au cours des cinq années suivantes.
Dorothee Glöcklen joue sous son propre nom jusqu'en 1961, mais la même année Hartwig, qui va bientôt devenir son mari, lui donne le pseudonyme à consonance plus internationale Dorothee Parker. Au départ, le type de rôle de Parker était souvent celui de l'appendice décoratif aux côtés du héros fort qui la sauve d'un grand danger ; mais plus tard, elle incarne la méchante femme fatale ou une femme mariée gangster sans scrupules. Lorsqu'elle fait du cinéma commercial sous le nom de Parker, l'actrice ne parle plus de sa propre voix dans les versions allemandes des films de Hartwig coproduits à l'échelle internationale, mais est doublée par Rosemarie Fendel.
Après sa séparation avec Hartwig, la carrière de Dorothee Glöcklen prend brusquement fin. Gardant le nom de Dorothea Parker, elle crée une agence de mannequins (Parker-Sed Model Agency) à Hambourg avec son partenaire commercial Sebastian Sed au milieu des années 1960.

## Filmographie
- 1959 : Die gute Sieben (TV)
- 1960 : Poupées d'amour (de) (Endstation Rote Laterne)
- 1960 : Le Port des illusions (de) (Der Satan lockt mit Liebe)
- 1960 : L'Île du sadique
- 1960 : … und keiner schämte sich (de)
- 1960 : Flitterwochen in der Hölle (de)
- 1960 : Die Insel der Amazonen (de)
- 1961 : La fille aux hanches étroites (de) (Das Mädchen mit den schmalen Hüften)
- 1962 : Haß ohne Gnade (de)
- 1962 : Espionnage à Hong Kong
- 1962 : Coup dur à Tanger
- 1963 : La Légende de la panthère noire (de) (Der schwarze Panther von Ratana)
- 1963 : Les Pirates du Mississippi
- 1964 : Les Diamants du Mékong
- 1964 : Le Mystère de la jonque rouge
- 1964 : Marika, un super show
- 1964 : Les Chercheurs d'or de l'Arkansas
- 1969 : L'Ingénue perverse (Madame und ihre Nichte) (comme assistante réalisatrice)
- 1971 : Dem Täter auf der Spur (de) (série télévisée, épisode : Flugstunde)